# Salomon von Haber
Pour les articles homonymes, voir Haber.
Salomon, baron von Haber (10 février 1768, Breslau – 23 janvier 1839, Karlsruhe) est un financier prussien, banquier de la cour grand-ducal de Bade.

## Biographie
Salomon von Haber descend d'une famille juive pauvre originaire d'Habern en Bohême, venue s'installer à Prague puis à Breslau.
Il s'installe lui-même à Karlsruhe durant les années tumultueuses de la fin du XVIIIe siècle. Beaucoup des plus grands prêts nationales Karlsruhe ont été effectuées par Haber, et il a contribué à la fondation du grand-duché de Bade. 
Après avoir été nommé banquier de la cour par le grand-duc Karl (1811-1818), le grand-duc Ludwig lui a conféré un brevet de noblesse héréditaire en 1829, avec le droit de faire précéder son nom de la particule « von ».
Il est le père du banquier Moritz von Haber (1798-1872), cofondateur de la Banque du commerce de Darmstadt et du Crédit de Vienne, de Samuel von Haber (1812-1898), de Ludwig Freiherr von Haber-Linsberg, membre de la Herrenhaus, la chambre haute de l'Autriche, et d'Emil von Haber.
Il est lié à la famille Worms, de la banque française Worms, par Olry Worms de Romilly, président du Consistoire central israélite de France de 1826 à 1843.

## Sources
- Friedrich Weech, Badische Biographien